# Henning van der Heyde

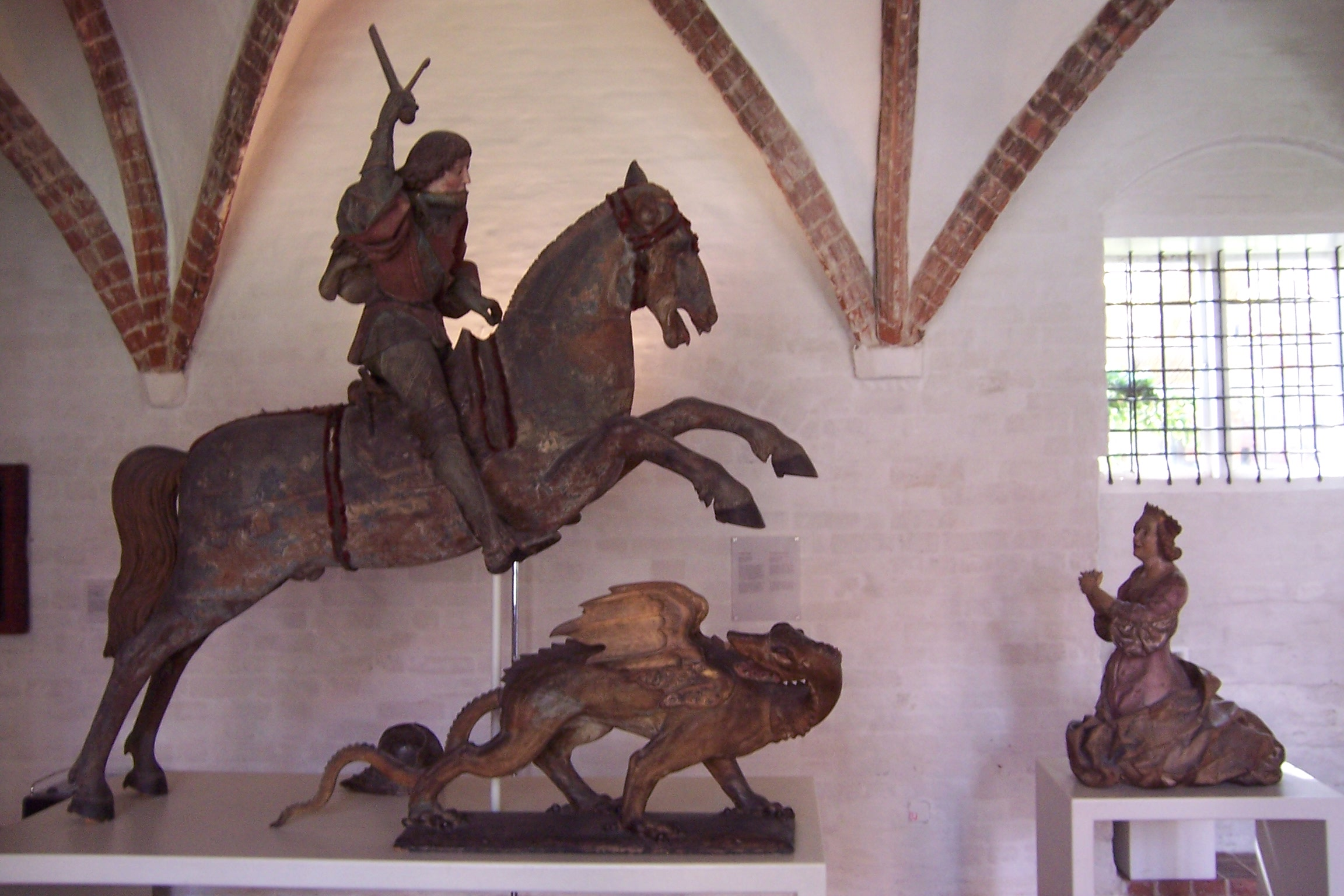
San Jorge y el dragón (1504-1505). Escultura original del convento de Santa Ana (actualmente Museo Santa Ana), Lübeck, Alemania.

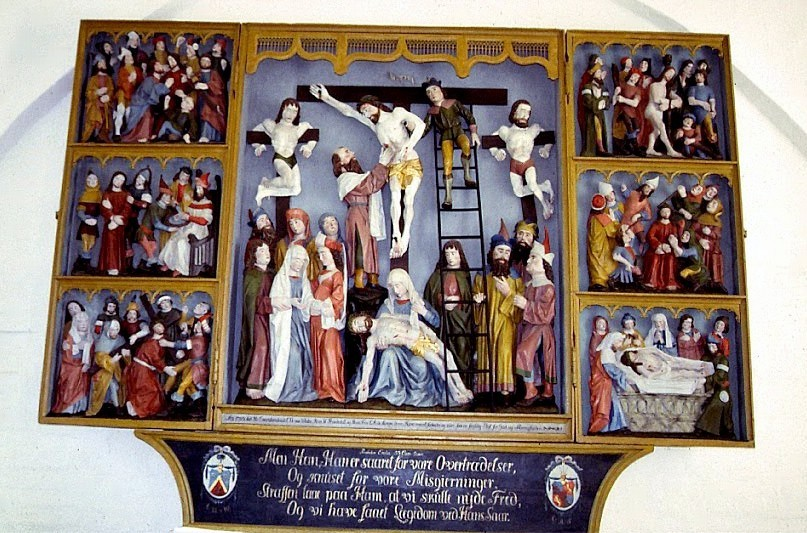
Retablo de la iglesia de Brændekilde (Odense, Dinamarca).

Henning van der Heyde o Henning von der Heide (ca. 1484 - 1520) fue un escultor y pintor alemán radicado en la ciudad hanseática de Lübeck. Fue discípulo de Bernt Notke y colaboró con él en algunas obras.

## Obra
Su obra pertenece al gótico tardío. Su estilo es muy similar al de Notke y en varias ocasiones es muy difícil distinguir entre las obras de los dos artistas. Sus obra más reconocidas son el grupo escultórico de San Jorge y el dragón del Hospital de San Jorge de Lübeck (1504-1505, actualmente en el Museo Santa Ana de esa ciudad) y San Juan el Bautista, este último en la iglesia de Santa María de Lübeck.
Otras obras atribuidas a van der Heyde son
- retablo mayor de la iglesia de Brændekilde, Dinamarca
- escultura de Juan el Evangelista en la catedral de Roskilde, Dinamarca
- altar mayor de la iglesia de Kaarma (actualmente en el Museo de Saaremaa), Estonia
- escultura de San Jerónimo en la abadía de Vadstena, Suecia
- cabeza de San Juan el Bautista de la iglesia de Norrby (actualmente en el Museo Histórico de Estocolmo), Suecia
- retablo de la iglesia de Rytterne, Suecia
- un retablo en la iglesia de Santa María de Plau am See, Alemania